# Valarchak d'Arménie
Pour les articles homonymes, voir Valarsace.
Valarchak, Valarshak ou Valarsace d’Arménie (en arménien Վաղարշակը) est un co-roi d’Arménie de la dynastie des Arsacides, ayant régné de 384 à 386.

## Biographie
Valarchak est le fils cadet du roi Pap d'Arménie et de la reine Zarmandoukht. Il est porté au trône en 384 comme roi associé à son frère Arshak III par le régent Manouel Mamikonian avec l’accord de la cour de Perse.
Afin de maintenir l’équilibre entre les grandes dynasties féodales arméniennes, il épouse la fille de l’aspet (commandant de la cavalerie) Sahak Ier Bagratouni alors que son frère se marie avec la propre fille du régent.
Valarchak, qui semble avoir fixé sa résidence en Arménie occidentale, meurt sans héritier dès 386, peu après Manouel Mamikonian.